# Orquestra Estatal de Weimar

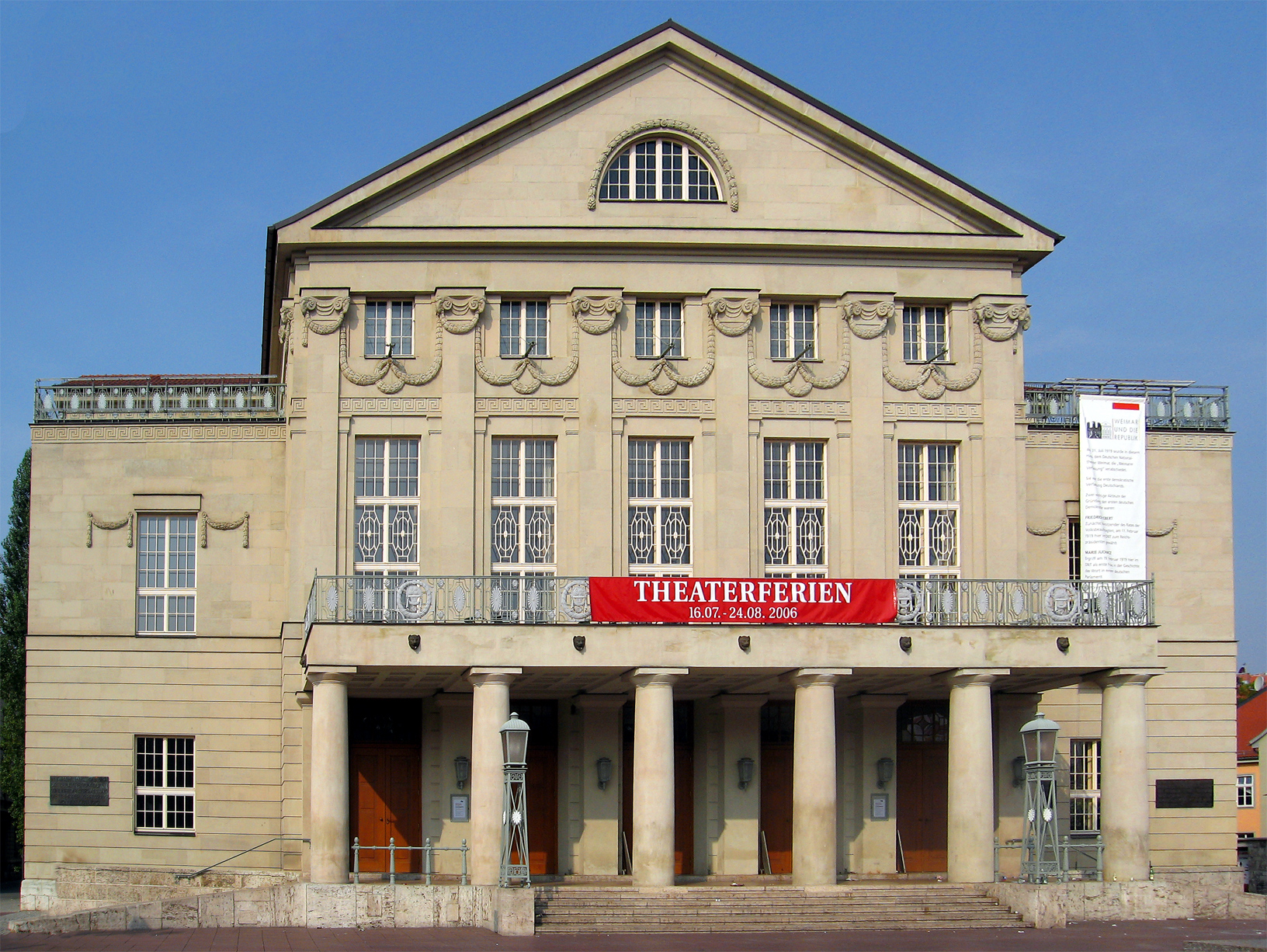
Deutsches Nationaltheater und Staatskapelle Weimar (Teatro Nacional Alemão e Orquestra Estatal de Weimar)

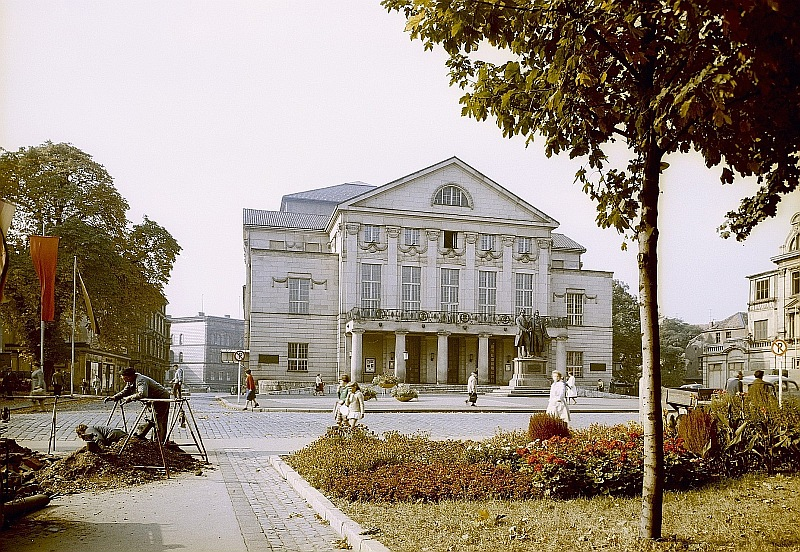
Teatro Nacional Alemão e Orquestra Estatal de Weimar em 1963

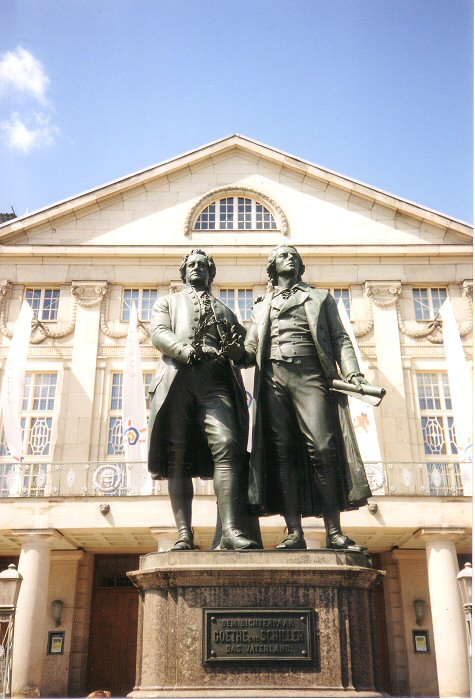
Monumento para Goethe e Schiller (1996)

A Orquestra Estatal de Weimar (em alemão,  Staatskapelle Weimar) é uma orquestra baseada em Weimar, na Alemanha. Tem sua sede no Deutsches Nationaltheater ("Teatro Nacional Alemão").
A orquestra tem sua origem em 1482, com a formação de um grupo musical para servir ao Príncipe de Weimar. Notáveis músicos que passaram pela orquestra no começo de sua história foram Johann Hermann Schein (entre 1615 e 1616) e Johann Sebastian Bach (em 1705 e entre 1708 e 1719). Johann Nepomuk Hummel serviu como maestro da orquestra de 1819 até 1837. Em 1842, Franz Liszt tornou-se maestro, sendo ele a reger a estreia de Lohengrin, de Richard Wagner, em 1850, e Der Barbier von Bagdad, de Cornelius, em 1858. Eduard Lassen sucedeu Liszt, em 1858, retirando-se da orquestra em 1895. Lassen conduziu muitas estreias como Samson et Dalila de Camille Saint-Saëns, em 1877. Richard Strauss serviu como segundo maestro da orquestra entre 1889 e 1894. Peter Raabe tornou-se maestro em 1907. De 1924 até 1933, Ernst Praetorius dirigiu concertos e óperas, e Paul Sixt dirigiu a orquestra durante o regime nazista. 
Após a Segunda Guerra Mundial passaram pela orquestra maestros como Hermann Abendroth, Gerhard Pflünger, Lothar Seyfarth, Rolf Reuter, Peter Gülke, Hans-Peter Frank, George Alexander Albrecht e Jac van Steen. Entre 1984 e 1987, Oleg Caetani foi o principal maestro convidado da orquestra. Desde 2005, o maestro estadunidense Carl St.Clair comanda a orquestra.

## Diretores Musicais
- Hermann Abendroth (1945–1956)
- Gerhard Pflüger (1957–1973)
- Lothar Seyfarth (1973–1979)
- Rolf Reuter (1979–1980)
- Peter Gülke (1981–1982)
- Hans-Peter Frank (1988–1996)
- George Alexander Albrecht (1996–2002)
- Jac van Steen (2002–2005)
- Carl St.Clair (2005–2008)
- Stefan Solyom (2009–2016)
- Kirill Karabits (2016–2019)